# Nesochrysa marginata
Nesochrysa marginata is een insect uit de familie van de gaasvliegen (Chrysopidae), die tot de orde netvleugeligen (Neuroptera) behoort. 
Nesochrysa marginata is voor het eerst wetenschappelijk beschreven door Navás in 1912.